# Йиппи

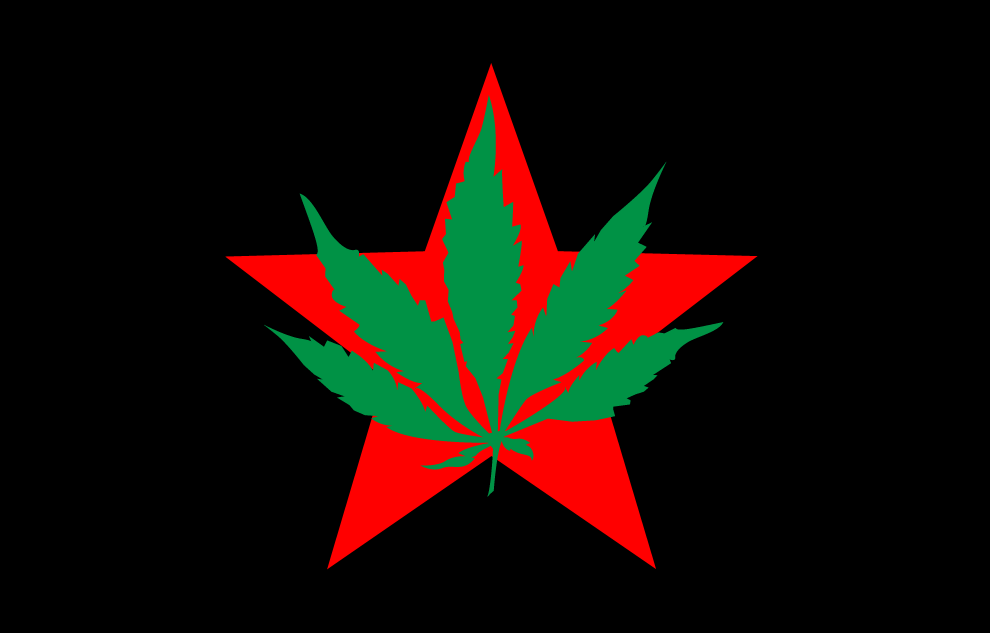
Символом партии была красная звезда на чёрном фоне, внутри которой красовался лист марихуаны

Йиппи (англ. Yippies от аббревиатуры YIP — англ. Youth International Party — «международная молодёжная партия») — леворадикальное контркультурное движение-партия, основанное американскими активистами Джерри Рубином, Эбби Хоффманом и Полом Красснером в 1967 году.

## Идеология
Секрет движения йиппи — абсурд. Их идея заключается в том, чтобы каждый мог сам написать свой собственный лозунг или проявить свой собственный протест. Это как белый лист бумаги. Йиппи для хиппи были политиками, для политиков йиппи были просто хиппи. Хиппи видели в этом движении своеобразных «марксистов» в нарядах хиппи, использующих разврат, чтобы подтолкнуть молодёжь на преступления. «Левые» считали их аполитичными, иррациональными наркоманами, как раз потому что у их последователей социальный бунт доходил до наркотиков, секса и рок-тусовок.
Лозунг, провозглашенный йиппи, гласил: «Выйди из скорлупы!». И у каждого скорлупа была своя: у кого-то это степени, должности, а у кого-то — просто прыщи. Важной особенностью было и то, что йиппи не ставили каких-то условий: каждый был йиппи по-своему, насколько мог это понимать. Ведь всё, что нужно было, чтобы стать йиппи — это им стать. Обязательным считалось лишь то, что йиппи — это лидер. Йиппи может делать что угодно, всё, что хочет и когда хочет.
Йиппи считали себя нормальными, но при этом называли себя «шизиками».

## Акции
Книгу основателя движения Рубина часто называют своеобразным «евангелием молодёжного бунтарства». В ней он показал себя ярким теоретиком, которому удалось прекрасно рассказать свои взгляды и при этом остроумно пошутить над всем.
Самой известной акцией йиппи, вызвавшей бурный резонанс в обществе, считается выдвижение от своей партии кандидата на пост президента США. Этим кандидатом была свинья по имени Пигасус («Свинтус»; англ. Pigasus: аллюзия на лат. Pegasus и pig — свинья).
Йиппи представляли собой гремучую смесь хиппи и новых левых, сотрудничали с «Чёрными пантерами» и устраивали многотысячные марши и демонстрации, а Эбби Хоффман и Джерри Рубин даже предстали перед судом по обвинению в организации беспорядков, приуроченных к съезду Демократической партии в Чикаго в 1968 году. Оба были приговорены к штрафу в $5000 и 5-летнему сроку заключения, однако в 1972 году федеральный апелляционный суд отменил приговор и снял все обвинения.
У «йиппи» не было формального членства или внутренней иерархии. Помимо собственных активистов (Эд Сандерс, Стью Альберт, Дана Бил), с ними сотрудничали такие фигуры, как Аллен Гинзберг, Фил Оукс, Дэвид Деллинджер, Эд Розенталь, Джон Синклер, Мэтью Стин, Робин Морган